# Мулейн, Кун
Ку́нрадт «Кун» Муле́йн (нидерл. Coenraadt "Coen" Moulijn; 15 февраля 1937, Роттердам, Нидерланды — 4 января 2011, там же) — нидерландский футболист, игравший на позиции левого крайнего нападающего. Обладатель Кубка европейских чемпионов 1970 года в составе «Фейеноорда».

## Карьера
Один из лучших игроков нидерландского футбола 1960-х гг. Рекордсмен «Фейеноорда» по матчам, проведённым в национальном чемпионате.
В составе сборной Нидерландов дебютировал в апреле 1956 года в матче с Бельгией (1:0). Всего сыграл 38 матчей, забил 4 гола.
В 1961 году открыл модный магазин в Роттердаме.

## Статистика

### Матчи Мулейна за сборную Нидерландов
| Матчи Мулейна за сборную Нидерландов | Матчи Мулейна за сборную Нидерландов | Матчи Мулейна за сборную Нидерландов | Матчи Мулейна за сборную Нидерландов | Матчи Мулейна за сборную Нидерландов | Матчи Мулейна за сборную Нидерландов |
| ------------------------------------ | ------------------------------------ | ------------------------------------ | ------------------------------------ | ------------------------------------ | ------------------------------------ |
| №                                    | Дата                                 | Соперник                             | Счёт                                 | Голы Мулейна                         | Соревнование                         |
| 1                                    | 8 апреля 1956                        | Бельгия                              | 1:0                                  | —                                    | Товарищеский матч                    |
| 2                                    | 10 мая 1956                          | Ирландия                             | 1:4                                  | —                                    | Товарищеский матч                    |
| 3                                    | 4 ноября 1956                        | Дания                                | 2:2                                  | —                                    | Товарищеский матч                    |
| 4                                    | 30 января 1957                       | Испания                              | 1:5                                  | —                                    | Товарищеский матч                    |
| 5                                    | 13 апреля 1958                       | Бельгия                              | 7:2                                  | 1                                    | Товарищеский матч                    |
| 6                                    | 23 апреля 1958                       | Нидерландские Антильские острова     | 8:1                                  | 1                                    | Товарищеский матч                    |
| 7                                    | 4 мая 1958                           | Турция                               | 1:2                                  | —                                    | Товарищеский матч                    |
| 8                                    | 28 мая 1958                          | Норвегия                             | 0:0                                  | —                                    | Товарищеский матч                    |
| 9                                    | 28 сентября 1958                     | Бельгия                              | 3:2                                  | —                                    | Товарищеский матч                    |
| 10                                   | 15 октября 1958                      | Дания                                | 5:1                                  | —                                    | Товарищеский матч                    |
| 11                                   | 2 ноября 1958                        | Швейцария                            | 2:0                                  | —                                    | Товарищеский матч                    |
| 12                                   | 19 апреля 1959                       | Бельгия                              | 2:2                                  | —                                    | Товарищеский матч                    |
| 13                                   | 10 мая 1959                          | Турция                               | 0:0                                  | —                                    | Товарищеский матч                    |
| 14                                   | 27 мая 1959                          | Шотландия                            | 1:2                                  | —                                    | Товарищеский матч                    |
| 15                                   | 4 октября 1959                       | Бельгия                              | 9:1                                  | —                                    | Товарищеский матч                    |
| 16                                   | 4 ноября 1959                        | Норвегия                             | 7:1                                  | —                                    | Товарищеский матч                    |
| 17                                   | 3 апреля 1960                        | Болгария                             | 4:2                                  | —                                    | Товарищеский матч                    |
| 18                                   | 24 апреля 1960                       | Бельгия                              | 1:2                                  | —                                    | Товарищеский матч                    |
| 19                                   | 18 мая 1960                          | Швейцария                            | 1:3                                  | —                                    | Товарищеский матч                    |
| 20                                   | 2 октября 1960                       | Бельгия                              | 4:1                                  | —                                    | Товарищеский матч                    |
| 21                                   | 22 марта 1961                        | Бельгия                              | 6:2                                  | 1                                    | Товарищеский матч                    |
| 22                                   | 12 ноября 1961                       | Бельгия                              | 0:4                                  | —                                    | Товарищеский матч                    |
| 23                                   | 3 марта 1963                         | Бельгия                              | 0:1                                  | —                                    | Товарищеский матч                    |
| 24                                   | 31 марта 1963                        | Швейцария                            | 1:1                                  | —                                    | Чемпионат Европы 1964 (отбор)        |
| 25                                   | 17 апреля 1963                       | Франция                              | 1:0                                  | —                                    | Товарищеский матч                    |
| 26                                   | 11 сентября 1963                     | Люксембург                           | 1:1                                  | —                                    | Чемпионат Европы 1964 (отбор)        |
| 27                                   | 9 декабря 1964                       | Англия                               | 1:1                                  | 1                                    | Товарищеский матч                    |
| 28                                   | 26 января 1965                       | Израиль                              | 1:0                                  | —                                    | Товарищеский матч                    |
| 29                                   | 17 марта 1965                        | Северная Ирландия                    | 1:2                                  | —                                    | Чемпионат мира 1966 (отбор)          |
| 30                                   | 7 апреля 1965                        | Северная Ирландия                    | 0:0                                  | —                                    | Чемпионат мира 1966 (отбор)          |
| 31                                   | 14 ноября 1965                       | Швейцария                            | 1:2                                  | —                                    | Чемпионат мира 1966 (отбор)          |
| 32                                   | 23 марта 1966                        | ФРГ                                  | 2:4                                  | —                                    | Товарищеский матч                    |
| 33                                   | 17 апреля 1966                       | Бельгия                              | 3:1                                  | —                                    | Товарищеский матч                    |
| 34                                   | 1 ноября 1967                        | Югославия                            | 1:2                                  | —                                    | Товарищеский матч                    |
| 35                                   | 29 ноября 1967                       | СССР                                 | 3:1                                  | —                                    | Товарищеский матч                    |
| 36                                   | 4 сентября 1968                      | Люксембург                           | 2:0                                  | —                                    | Чемпионат мира 1970 (отбор)          |
| 37                                   | 7 сентября 1969                      | Польша                               | 1:2                                  | —                                    | Чемпионат мира 1970 (отбор)          |
| 38                                   | 22 октября 1969                      | Болгария                             | 1:1                                  | —                                    | Чемпионат мира 1970 (отбор)          |

Итого: 38 матчей / 4 гола; 16 побед, 9 ничьих, 13 поражений.

## Достижения

### Командные
- Победитель Кубка европейских чемпионов: 1970
- Чемпион Нидерландов (5): 1960/61, 1961/62, 1964/65, 1968/69, 1970/71
- Обладатель Кубка Нидерландов (2): 1964/65, 1968/69

### Личные
Рекордсмен «Фейеноорда» по матчам, проведённым в национальном чемпионате — 487.